# Heterokarpia

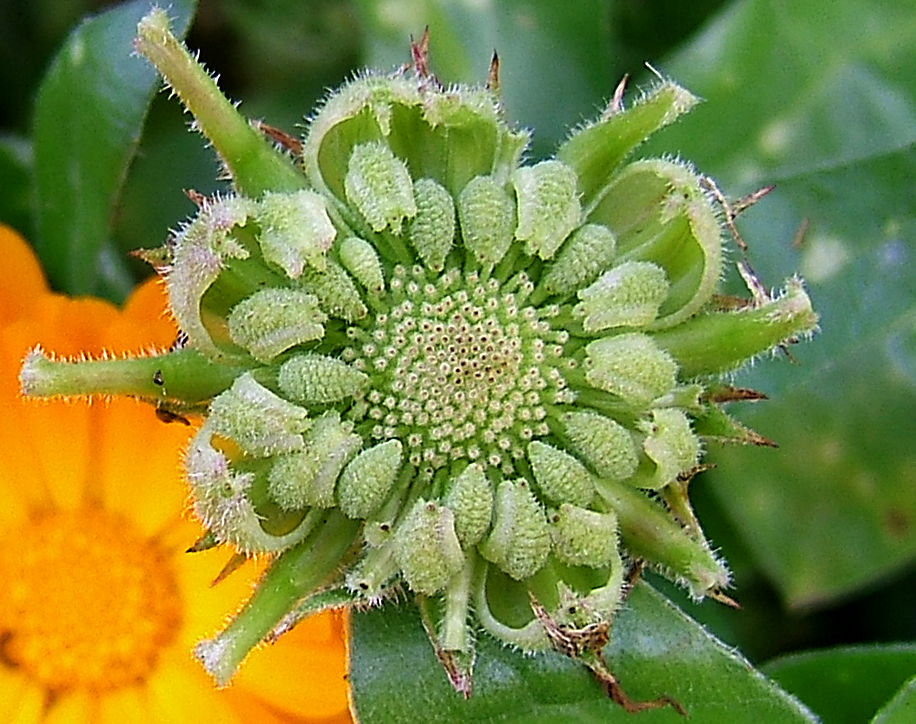
Heterokarpia u nagietka lekarskiego

Heterokarpia – zjawisko wykształcania różnorodnych owoców na tej samej roślinie. Częste jest na przykład w należącej do astrowatych podrodzinie Asteroideae. U żółtlicy drobnokwiatowej Galinsogia parviflora owoce (niełupki) powstające w środku koszyczków z kwiatów rurkowatych posiadają puch kielichowy i są roznoszone przez wiatr, owoce powstające z brzeżnych kwiatów języczkowych nie posiadają puchu kielichowego, pozostają w koszyczkach i dostają się do gleby bezpośrednio w miejscu wzrostu rośliny. W ten sposób żółtlica będąca rośliną jednoroczną może przez wiele lat rosnąć w tym samym miejscu, zaś roznoszone przez wiatr nasiona zapewniają jej rozprzestrzenianie się.
U nagietka lekarskiego Calendula officinalis występują 3 typy owoców:

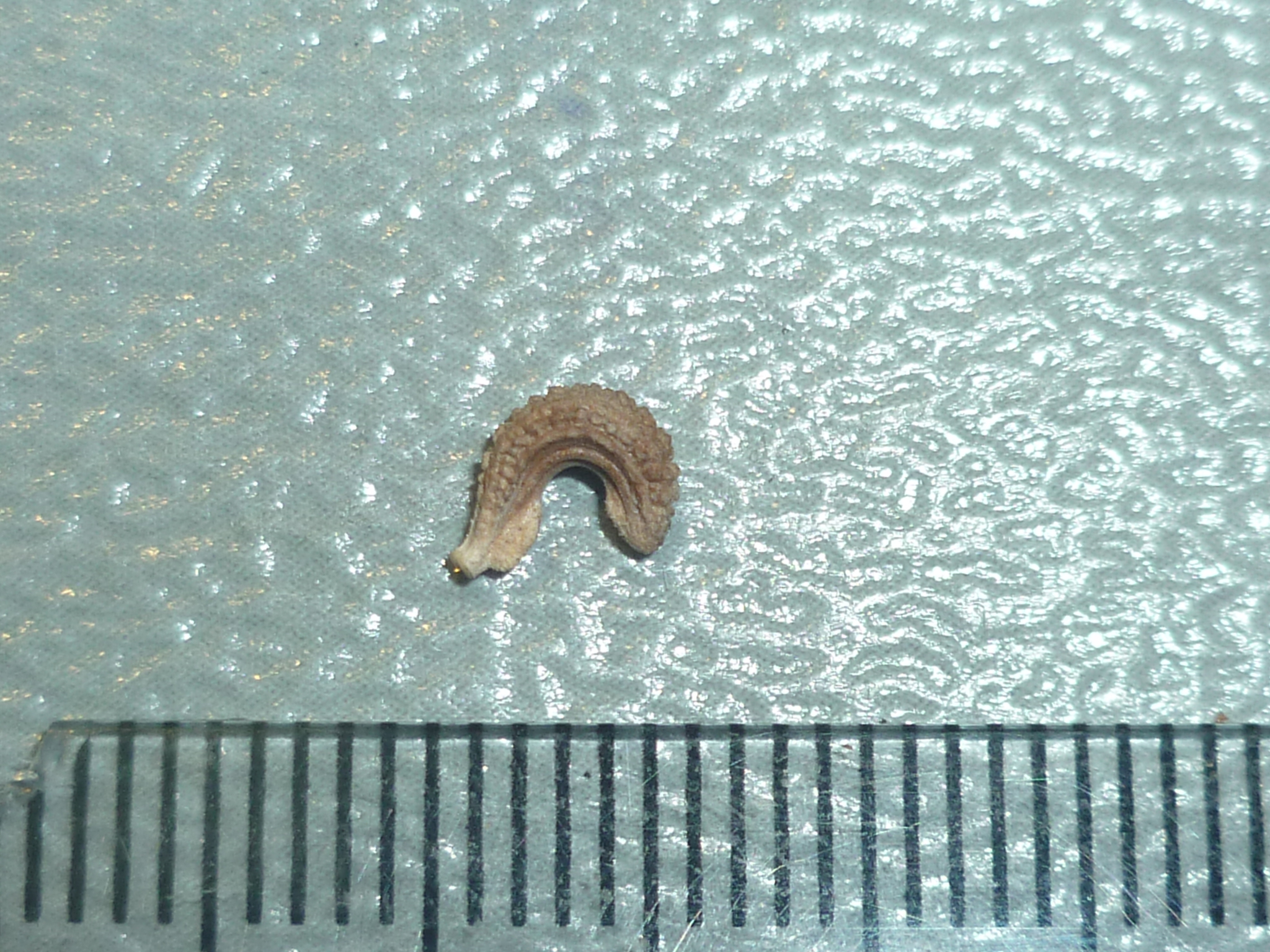
Owoc nagietka lekarskiego
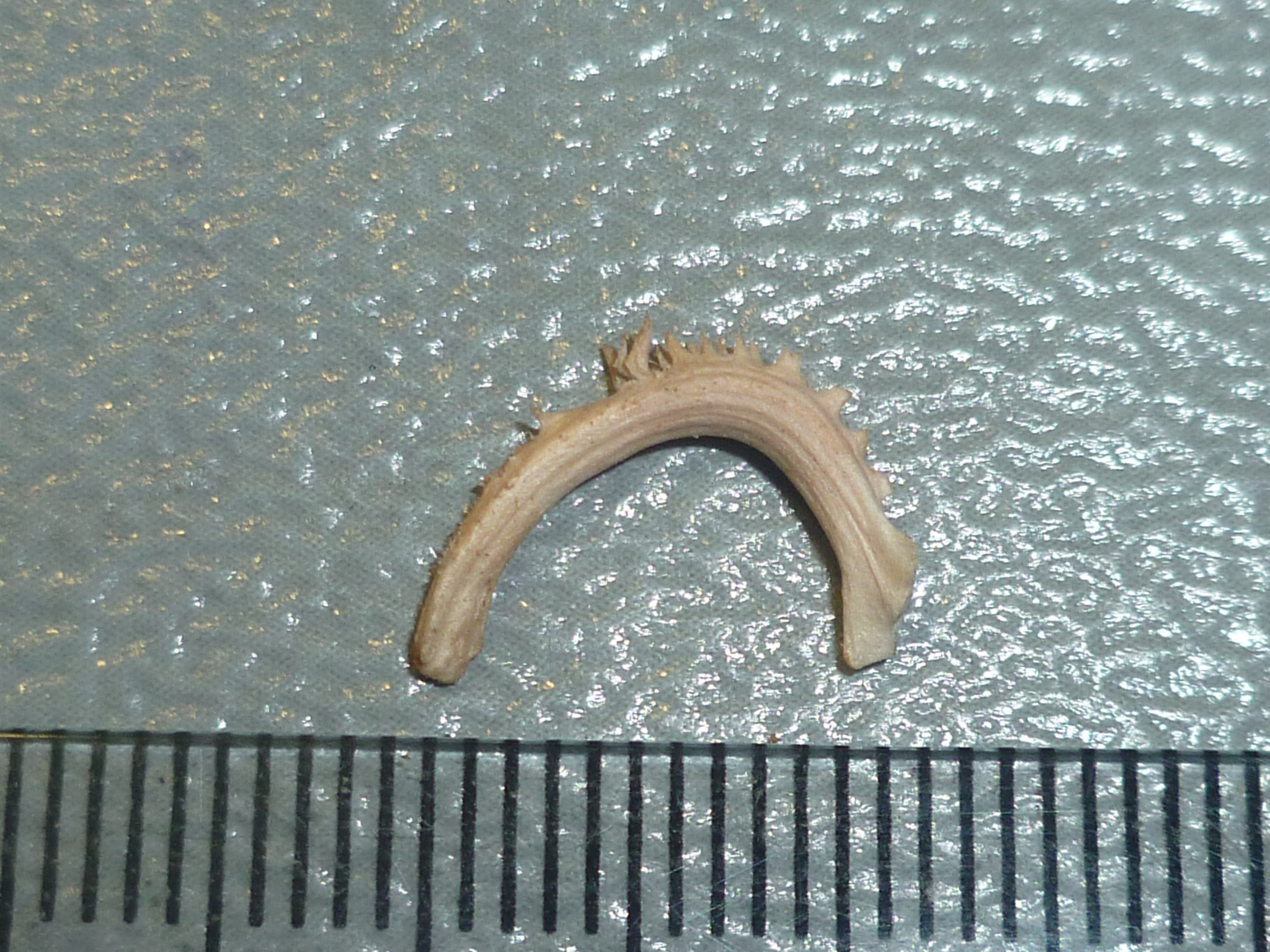
Owoc nagietka lekarskiego
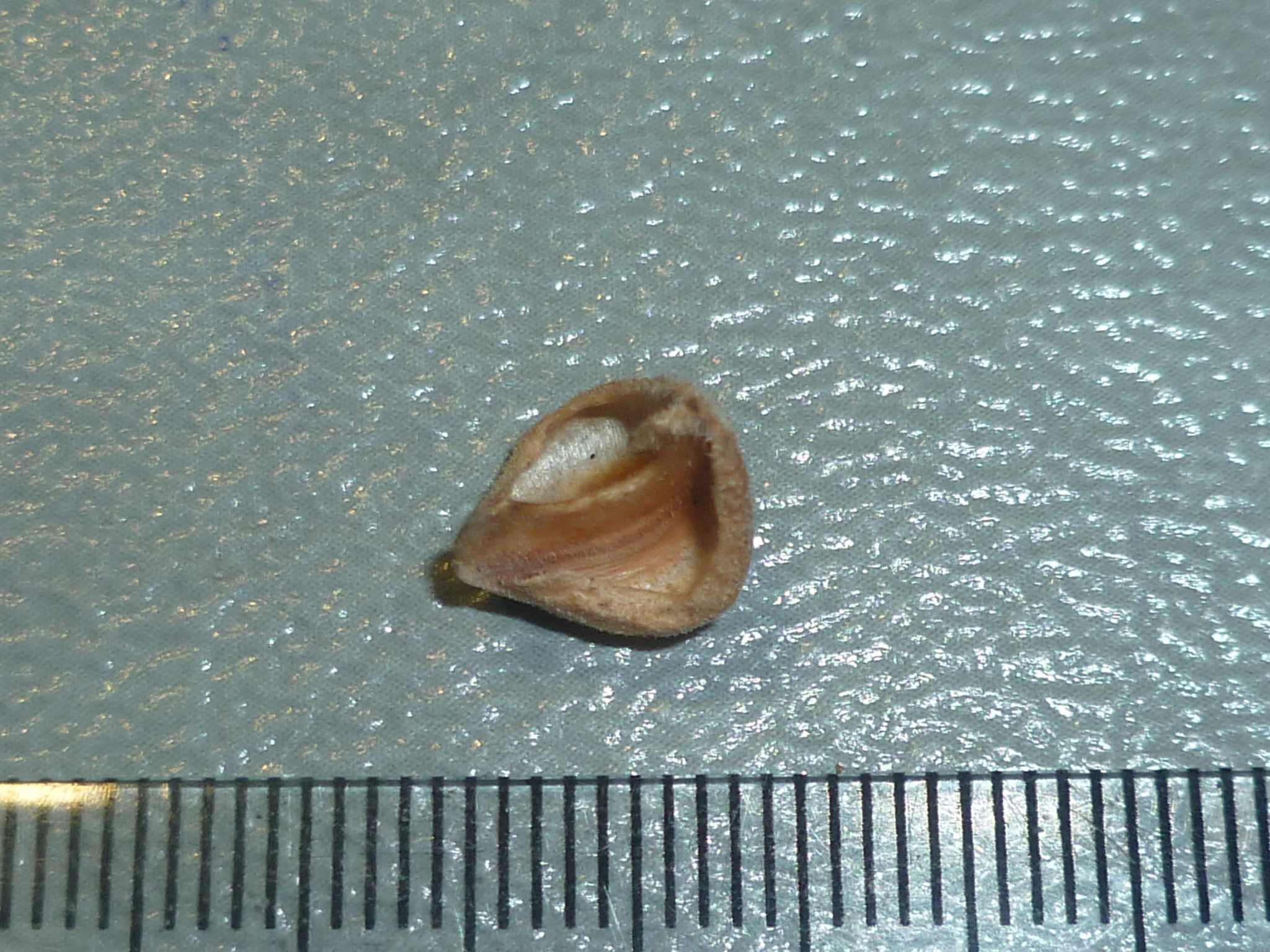
Owoc nagietka lekarskiego